# Ancylonotopsis albomarmoratus
Ancylonotopsis albomarmoratus là một loài bọ cánh cứng trong họ Cerambycidae.